# Ol'ga Čechova
Ol'ga Konstantinovna Čechova (in russo Ольга Константиновна Чехова; Aleksndropol', 26 aprile 1897 – Monaco di Baviera, 9 marzo 1980) fu un'attrice russo-tedesca, frequentemente accreditata secondo la grafìa tedesca come Olga Tschechowa.
Nella sua carriera, oltre a produrre cinque film, diresse nel 1929 Der Narr seiner Liebe.

## Biografia
Nacque come Olga von Knipper ad Aleksndropol', odierna Gyumri, in Armenia, da una famiglia tedesca originaria di Saarbrücken stabilitasi in Russia, dove suo padre era ingegnere. Suo fratello minore era il compositore Lev Konstantinovič Knipper, mentre sua zia era l'attrice teatrale Ol'ga Knipper, moglie del drammaturgo Anton Čechov.
Studiò scultura e medicina a San Pietroburgo e poi recitazione a Mosca, dove l'attore teatrale Konstantin Stanislavskij la lanciò al Teatro d'arte. Nel 1914 sposò l'attore Michael Chekhov, dal quale ebbe una figlia, Ada Tschechowa (anch'ella futura attrice) e si separò tre anni più tardi.
Dopo una breve esperienza cinematografica in Russia nel 1917-1918, nel 1921 emigrò in Germania, dove partecipò al film Il castello di Vogelod di Friedrich Wilhelm Murnau. Due anni dopo ottenne il suo primo ruolo da protagonista in Nora, tratto dal soggetto di Henrik Ibsen, mentre il suo debutto sul palcoscenico fu al Renaissance-Theater di Berlino.
Nel 1928 girò in Francia la commedia Un cappello di paglia di Firenze di René Clair e in Inghilterra il film Moulin Rouge di Ewald André Dupont. Assieme a Lilian Harvey, nel 1930 fu protagonista nel film La sirenetta dell'autostrada, primo film sonoro tedesco. In quello stesso anno ottenne la cittadinanza tedesca.
Nel 1936 sposò l'industriale belga Marcel Robyns, ma anche questo matrimonio finì con un divorzio dopo tre anni. Nelle sue memorie non nascose i suoi buoni rapporti con Hitler e gli altri gerarchi nazisti.
Dopo la seconda guerra mondiale, fondò a Berlino un teatro che non ebbe molto successo e una sua casa di produzione. La sua carriera cinematografica proseguì fino al 1974, sempre in ruoli di madre e di anziana. Diplomata come estetista dal 1937, Tschechowa gestì anche un salone di bellezza nel 1958 e fondò la sua azienda di cosmetici, Olga Chekhova-Kosmetik con sedi a Monaco di Baviera, Berlino e Milano.
Nel libro Killing Hitler dello storico britannico Roger Moorhouse viene ipotizzato che Čechova fosse stata incaricata da Stalin e Berija di spiare il Führer.

## Filmografia

### Attrice
- Anya Kraeva, regia di Nikandr Turkin (1918)
- Kaliostro, regia di Władysław Starewicz (1918)
- Posledeniye priklyucheniya Arsena Lyupena, regia di Mikhail Doronin (1918)
- Il castello di Vogelod (Schloß Vogeloed), regia di Friedrich Wilhelm Murnau (1921)
- Hochstapler, regia di Werner Funck (1921)
- Violet, regia di Artur Holz (1921)
- Der Todesreigen, regia di William Karfiol (1922)
- Der Kampf ums Ich, regia di Heinrich Brandt (1922)
- Nora, regia di Berthold Viertel (1923)
- Die Pagode, regia di Alfred Fekete (1923)
- Scheine des Todes, regia di Lothar Mendes (1923)
- Tatjana, regia di Robert Dinesen (1923)
- La favola di Cenerentola (Der verlorene Schuh), regia di Ludwig Berger (1923)
- Soll und Haben, regia di Carl Wilhelm (1924)
- Die Bacchantin, regia di William Karfiol (1924)
- Die Venus von Montmartre, regia di Frederic Zelnik (1925)
- Die Stadt der Versuchung, regia di Walter Niebuhr (1925)
- Das alte Ballhaus - 1. Teil, regia di Wolfgang Neff (1925)
- Das alte Ballhaus - 2. Teil, regia di Wolfgang Neff (1925)
- Soll man heiraten?, regia di Manfred Noa (1925)
- Liebesgeschichten, regia di Fritz Freisler (1925)
- Die Millionenkompagnie, regia di Fred Sauer (1925)
- Die Gesunkenen, regia di Rudolf Walther-Fein e Rudolf Dworsky (1926)
- Il mulino di San Souci (Die Mühle von Sanssouci), regia di Siegfried Philippi e Frederic Zelnik (1926)
- Der Mann aus dem Jenseits, regia di Manfred Noa (1926)
- Familie Schimeck - Wiener Herzen, regia di Alfred Halm, Rudolf Dworsky (1926)
- Trude, die Sechzehnjährige, regia di Conrad Wiene (1926)
- Der Mann im Feuer, regia di Erich Waschneck (1926)
- Sein großer Fall, regia di Fritz Wendhausen (1926)
- Grandi manovre d'amore (Der Feldherrnhügel), regia di Hans-Otto Löwenstein e Erich Schönfelder (1926)
- Die Horde, regia di Erich Waschneck (1926)
- Brennende Grenze, regia di Erich Waschneck (1927)
- Il padrone del mondo (Der Meister der Welt), regia di Gennaro Righelli (1927)
- Das Meer, regia di Peter Paul Felner (1927)
- Die selige Exzellenz, regia di Adolf E. Licho e Wilhelm Thiele (1927)
- Un cappello di paglia di Firenze (Un chapeau de paille d'Italie), regia di René Clair (1928)
- Moulin Rouge, regia di Ewald André Dupont (1928)
- La grande tormenta o L'inferno dell'amore (Liebenshölle), regia di Wiktor Bieganski e Carmine Gallone (1928)
- Weib in Flammen, regia di Max Reichmann (1928)
- After the Verdict, regia di Henrik Galeen (1929)
- Nel turbine imperiale (Diane - Die Geschichte einer Pariserin), regia di Erich Waschneck (1929)
- Die Liebe der Brüder Rott, regia di Erich Waschneck (1929)
- Der Narr seiner Liebe, regia di Olga Tschechowa (1929)
- § 173 St.G.B. Blutschande, regia di James Bauer (1929)
- Stud. chem. Helene Willfüer , regia di Fred Sauer (1930)
- Liebe im Ring, regia di Reinhold Schünzel (1930)
- Troika - la slitta, regia di Vladimir Striževskij (1930)
- Der Detektiv des Kaisers, regia di Carl Boese (1930)
- La sirenetta dell'autostrada (Die Drei von der Tankstelle), regia di Wilhelm Thiele (1930)
- L'ala della fortuna (Liebling der Götter), regia di Hanns Schwarz (1930)
- Zwei Krawatten, regia di Felix Basch e (supervisione) di Richard Weichert (1930)
- Le Chemin du paradis, regia di Wilhelm Thiele e Max de Vaucorbeil (1930)
- Ein Mädel von der Reeperbahn, regia di Karl Anton (1930)
- Liebe auf Befehl, regia di Ernst L. Frank, Johannes Riemann (1931)
- Mary, regia di Alfred Hitchcock (1931)
- Panik in Chicago, regia di Robert Wiene (1931)
- Tormento (Die Nacht der Entscheidung), regia di Dimitri Buchowetzki (1931)
- Das Konzert, regia di Leo Mittler (1931)
- Nachtkolonne, regia di James Bauer (1932)
- Il prigioniero di Magdeburg (Trenck - Der Roman einer großen Liebe), regia di Ernst Neubach e Heinz Paul (1932)
- Spione im Savoy-Hotel, regia di Frederic Zelnik (1932)
- Der Choral von Leuthen, regia di Carl Froelich e Arzén von Cserépy (1933)
- Amanti folli (Liebelei), regia di Max Ophüls (1933)
- Amanti folli (Une histoire d'amour), regia di Max Ophüls (1933)
- Wege zur guten Ehe, regia di Adolf Trotz (1933)
- Un certo signor Grant (Ein gewisser Herr Gran), regia di Gerhard Lamprecht (1933)
- Heideschulmeister Uwe Karsten, regia di Carl Heinz Wolff (1933)
- Um ein bisschen Glück, regia di von Lukawieczky (1933)
- Der Polizeibericht meldet, regia di Georg Jacoby (1934)
- Zwischen zwei Herzen, regia di Herbert Selpin (1934)
- L'Amour qu'il faut aux femmes, regia di Adolf Trotz (1934)
- Die Welt ohne Maske, regia di Harry Piel (1934)
- Mascherata (Maskerade), regia di Willi Forst (1934)
- Was bin ich ohne Dich, regia di Arthur Maria Rabenalt (1934)
- Un'avventura in Polonia (Abenteuer eines jungen Herrn in Polen), regia di Gustav Fröhlich (1934)
- Peer Gynt, regia di Fritz Wendhausen (1934)
- Regina (Regine), regia di Erich Waschneck (1935)
- Lockspitzel Asew, regia di Phil Jutzi (1935)
- Sogno d'arte (Liebesträume), regia di Heinz Hille (1935)
- Ombra e luce (Künstlerliebe), regia di Fritz Wendhausen (1935)
- Ein Walzer um den Stephansturm, regia di J.A. Hübler-Kahla (1935)
- Corridoio segreto (Der Favorit der Kaiserin), regia di Werner Hochbaum (1936)
- L'Argent
- Catene d'amore (Manja Valewska), regia di Josef Rovenský (1936)
- Seine Tochter ist der Peter, regia di Heinz Helbig e Willy Schmidt-Gentner (1936)
- Hannerl und ihre Liebhaber, regia di Werner Hochbaum (1936)
- L'ultima passione (Burgtheater), regia di Willi Forst (1936)
- Die weissen Teufel
- La maschera eterna (Die ewige Maske), regia di Werner Hochbaum (1937)
- Sotto il cielo delle Antille (Liebe geht seltsame Wege), regia di Hans H. Zerlett (1937)
- Unter Ausschluß der Öffentlichkeit
- Bandiera gialla (Die gelbe Flagge), regia di Gerhard Lamprecht (1937)
- Gewitterflug zu Claudia
- Das Mädchen mit dem guten Ruf
- L'orchidea rossa (Rothe Orchideen), regia di Nunzio Malasomma (1938)
- Battaglia di donne (Zwei Frauen), regia di Hans H. Zerlett (1938)
- Amore all'americana (Verliebtes Abenteuer), regia di Hans H. Zerlett (1938)
- Der Trichter
- Bel Ami - L'idolo delle donne (Bel Ami), regia di Willi Forst (1939)
- Turbine di passione (Ich verweigere die Aussage), regia di Otto Linnekogel (1939)
- Parkstrasse 13
- Die unheimlichen Wünsche
- Mani liberate (Befreite Hände), regia di Hans Schweikart (1939)
- La contessa e il guardiacaccia (Leidenschaft), regia di Walter Janssen (1940)
- La porta chiusa (Angelika), regia di Jürgen von Alten (1940)
- La volpe insanguinata (Der Fuchs von Glenarvon), regia di Max W. Kimmich (1940)
- Uomini nella tempesta (Menschen im Sturm), regia di Fritz Peter Buch (1941)
- Andreas Schlüter, regia di Herbert Maisch (1942)
- Mit den Augen einer Frau, regia di Karl Georg Külb (1942)
- Der ewige Klang
- Reise in die Vergangenheit
- Gefährlicher Frühling
- Melusine, regia di Hans Steinhoff (1944)
- Im Tempel der Venus
- Eine Nacht im Separee
- Kein Engel ist so rein
- Zwei in einem Anzug
- Maharadscha wider Willen
- Aufruhr im Paradies
- Der Mann, der zweimal leben wollte
- Begierde, regia di Karl Georg Külb (1951)
- Eine Frau mit Herz
- Geheimnis einer Ehe
- Mein Freund, der Dieb
- Hinter Klostermauern
- Alles für Papa
- Rosen-Resli
- Gestapo in agguato (Rittmeister Wronski), regia di Ulrich Erfurth (1954)
- Ich war ein häßliches Mädchen
- Die Barrings
- Gli squali del terzo Reich (U47 - Kapitänleutnant Prien), regia di Harald Heinl (1958)
- Der kleine Napoleon
- Presto...a letto (Jack und Jenny), regia di Victor Vicas (1963)
- Gestrickte Spuren
- Duell zu dritt
- Die Zwillinge vom Immenhof, regia di Wolfgang Schleif (1973)

### Produttrice
- Nel turbine imperiale (Diane - Die Geschichte einer Pariserin), regia di Erich Waschneck (1929)
- Die Liebe der Brüder Rott, regia di Erich Waschneck (1929)
- Der Narr seiner Liebe, regia di Olga Tschechowa (1929)
- Eine Frau mit Herz
- Hinter Klostermauern

### Regista
- Der Narr seiner Liebe (1929)

### Film o documentari dove appare Olga Tschechowa
- Rund um die Liebe, regia di Oskar Kalbus - filmati di repertorio (1929)

## Doppiatrici italiane
- Lydia Simoneschi in Mascherata